# 高井正智
高井 正智（たかい まさとも、1980年2月6日 - ）は、NHKのアナウンサー。

## 経歴
東京都出身。お茶の水女子大学附属小学校、攻玉社中学校・高等学校、早稲田大学政治経済学部卒業後、2002年入局。

## 人物

### 家族
家族は父と姉（母は故人）。父は元テレビ朝日アナウンサーの高井正憲（現：サンミュージックプロダクション所属フリーアナウンサー、社会福祉法人テレビ朝日福祉文化事業団事務局長）。
息子がいる。

### 嗜好・挿話
学生時代は電車を主に利用していた。
「焼肉の焼き方にうるさい」、「雨が比較的好き」と出演番組で述べている。

## 現在の担当番組
- NHKニュースおはよう日本（メインキャスター[9]：2025年3月31日 - ）
- おはよう日本・関東甲信越（メインキャスター[9]：2025年3月31日 - ）

## 過去の担当番組
盛岡放送局時代（2002年度 - 2005年度）
- 土曜ジャーナル シンガーソングライター松本哲也〜大切なあなたへ捧ぐ歌〜（放送文化基金賞受賞）

広島放送局時代（2006年度 - 2008年度）
- お好みワイドひろしま（出山知樹のキャスター代行）
- ちゅうごく再生プロジェクト（ふるさと発スペシャル）（5回シリーズ）

東京アナウンス室時代（2009年度 - ）
- ニュースウオッチ9 リポーター（2009年4月 - 2012年3月）
- 週刊ニュース深読み キャスター（2012年4月7日 - 2016年4月2日）
- テレビ・ラジオの定時ニュース（主にラジオ：午前10時、11時、テレビ：火曜日午後2時、3時、4時）（2012年4月 - 2016年3月）
- クローズアップ現代 キャスター代行（2014年4月 - 2016年3月、2023年2月14日、22日、11月20日、2024年2月14日、3月4日）
- ニュース シブ5時（高瀬耕造の代理ニュースリーダー：2015年8月18日、8月19日、8月24日 - 8月26日）
- 正午のニュース（キャスター）（土曜・日曜・祝日）（2016年4月9日 - 2017年4月2日）[10]
  - 関東地方ローカル枠（12:10 - 12:15）も兼務
  - 午後1時、午後3時、午後6時の定時ニュース
  - 高瀬耕造の代理キャスター（2015年8月18日、8月19日、8月24日 - 8月26日）
  - 瀧川剛史の代理キャスター（2016年3月6日、2018年3月27日、9月10日、20日）
  - 中山果奈の代理キャスター（2021年8月14日、28日、2023年5月21日）
- ニュース645 (首都圏センター)[11]（キャスター）（土曜・日曜・祝日）（2016年4月9日 - 2017年4月2日）
- 国会中継（不定期放送・ナレーション）（2016年4月 - 2017年3月（第190回・第191回・第192回・第193回国会））
- NHKニュース7
  - サブキャスター[12]（祝日を除く月曜 - 金曜）（2017年4月3日 - 2020年3月27日）
  - メインキャスター（2022年度は土曜・日曜・祝日、2023年度からは金曜・土曜・日曜・祝日担当）（2022年4月9日 - 2025年3月30日）
- 首都圏ニュース845（祝日を除く月曜 - 金曜） キャスター（2017年4月3日 - 2018年3月30日）
  - 上原光紀の代理キャスター（2021年2月2日、9月16日、17日、10月14日）
- NHKニュース7
  - 鈴木奈穂子の代理メインキャスター（2018年10月16日 - 25日、29日 - 11月1日）
  - 青井実の代理メインキャスター（2019年5月25日）
  - 瀧川剛史の代理メインキャスター（2019年8月13日 - 16日、19日 - 23日、2020年3月13日、2022年8月15日 - 19日、22日 - 26日）
  - 糸井羊司の代理キャスター（2025年2月3日・4日、 24日 - 27日）
- ニュース「千葉県知事選・千葉市長選 開票速報」キャスター（2021年3月21日）
- 首都圏ネットワーク キャスター（2020年3月30日 - 2022年4月1日）
- 先人たちの底力 知恵泉（司会（店主）：2022年4月5日 - 2025年3月25日）
- NHKスペシャル ”巨龍”中国が迫る〜台湾総統選・市民たちの選択〜 ナレーション（2024年1月13日 初回放送日）
- 米大統領選挙開票速報 キャスター（2024年11月6日）
- トランプ米大統領就任式中継 キャスター（2025年1月21日）総合
- NHKニュース（午後8時45分：日曜）（2022年4月10日 - 2025年3月23日）
  - 関東甲信越ローカル枠〔20:55 - 21:00〕のニュースも兼務